# Benitochromis riomuniensis
Benitochromis riomuniensis е вид бодлоперка от семейство Цихлиди (Cichlidae). Видът е застрашен от изчезване.

## Разпространение
Разпространен е в Екваториална Гвинея и Камерун.

## Описание
На дължина достигат до 7,4 cm.